# Livret jeune
 (juin 2018).
Le livret jeune est un compte d'épargne à vue réglementé et défiscalisé, réservé aux jeunes de 12 à 25 ans.

## Caractéristiques
Compte tenu de ses caractéristiques, le livret jeune est un placement intéressant pour les personnes pouvant en bénéficier :
Il est :
- Disponible : une épargne disponible à tout moment ;
- Fiscalement intéressant : exonération totale des intérêts ;
- Sécurisé : le titulaire est certain de retrouver la même somme que celle placée à l'origine, majorée par les intérêts servis ;
- Commode : facile d'utilisation ;
- Rentable : sa rémunération est indexée sur le livret A, donc sur l'inflation. De plus, l'éventuel supplément de rémunération que les banques lui appliquent lui confère le taux le plus attrayant des livrets règlementés.

### Bénéficiaires
L'ouverture d'un livret jeune est réservée aux personnes physiques résidant en France métropolitaine ou dans un département d'outre-mer et étant âgées de plus de 12 ans et de moins de 25 ans. Toutefois, le livret jeune peut être conservé jusqu'au 31 décembre qui suit le 25e anniversaire du titulaire.
Il n'est autorisé de détenir qu'un seul livret jeune par personne, il est cependant possible de cumuler livret A et livret jeune, la loi ne l'interdisant pas. Toute ouverture d'un tel livret fait par ailleurs l'objet d'une mention dans le FICOBA.
L'ouverture en compte-joint du livret jeune est impossible.
Il n'est rattaché au livret jeune aucune durée ni échéance si ce n'est que le titulaire doit satisfaire aux conditions d'âges prévues par la loi.

### Fonctionnement
Les versements sur livret jeune sont libres mais ne peuvent pas excéder 1 600 euros : il s'agit du plafond de ce livret. Le plafond ne peut être dépassé que par capitalisation des intérêts.
Lorsqu'il s'agit d'un mineur âgé de moins de 16 ans, les représentants légaux ont procuration sur le compte. Dès que le titulaire atteint sa 16e année plus aucune procuration n'est possible sur un livret jeune, et ce afin de protéger l'épargne de l'enfant. Les titulaires de 16 à 18 ans peuvent effectuer seuls les retraits à moins que leur représentant légal ne s'y oppose tandis que les mineurs de moins de 16 ans doivent avoir leur autorisation.
Le taux de rémunération peut varier selon les établissements bancaires, en effet depuis le 16 juin 1998 les banques sont libres de définir la rémunération servie sous réserve qu'elle soit au moins égale à celle du livret A. Au  1er janvier 2014 la rémunération était comprise entre 2,25 et 3,25% pour un livret A à 1,25%.
Les intérêts sont calculés, tout comme les autres produits d'épargne réglementés, par quinzaine.
Il n'existe, en matière de règlement bancaire, aucun minimum de capital à maintenir afin de ne pas voir le livret jeune clôturé. En pratique les banques demandent généralement un solde au moins égal à 10 euros.

### Fiscalité
Les intérêts du livret jeune sont nets d'impôts : Ils sont exonérés d'impôts sur le revenu et de prélèvements sociaux.
Le livret jeune ne donne droit à aucun avantage pour l’impôt de solidarité sur la fortune et la transmission de patrimoine.
À fin juin 2008, le livret jeune représentait 7,1 milliards d'euros d'encours, et ne serait pas soumis à la taxe de 1,1 % finançant le revenu de solidarité active (RSA)